# Будки-Сновидовицькі
Будки-Сновидовицькі — село в Україні, у Рокитнівській селищній громаді Сарненського району Рівненської області. Населення становить 275 осіб.
Відповідно до  Розпорядження Кабінету Міністрів України від 12 червня 2020 року  № 722-р «Про визначення адміністративних центрів та затвердження територій територіальних громад Рівненської області» увійшло до складу Рокитнівської селищної громади.

## Населення
За переписом населення 2001 року в селі мешкало 275 осіб. 100 % населення вказали своєї рідною мовою українську мову.